# Club Bàsquet Vic
Il Club Bàsquet Vic è una società cestistica avente sede a Vic, in Spagna. Fondata nel 1957, gioca nel campionato spagnolo.